# COMAC

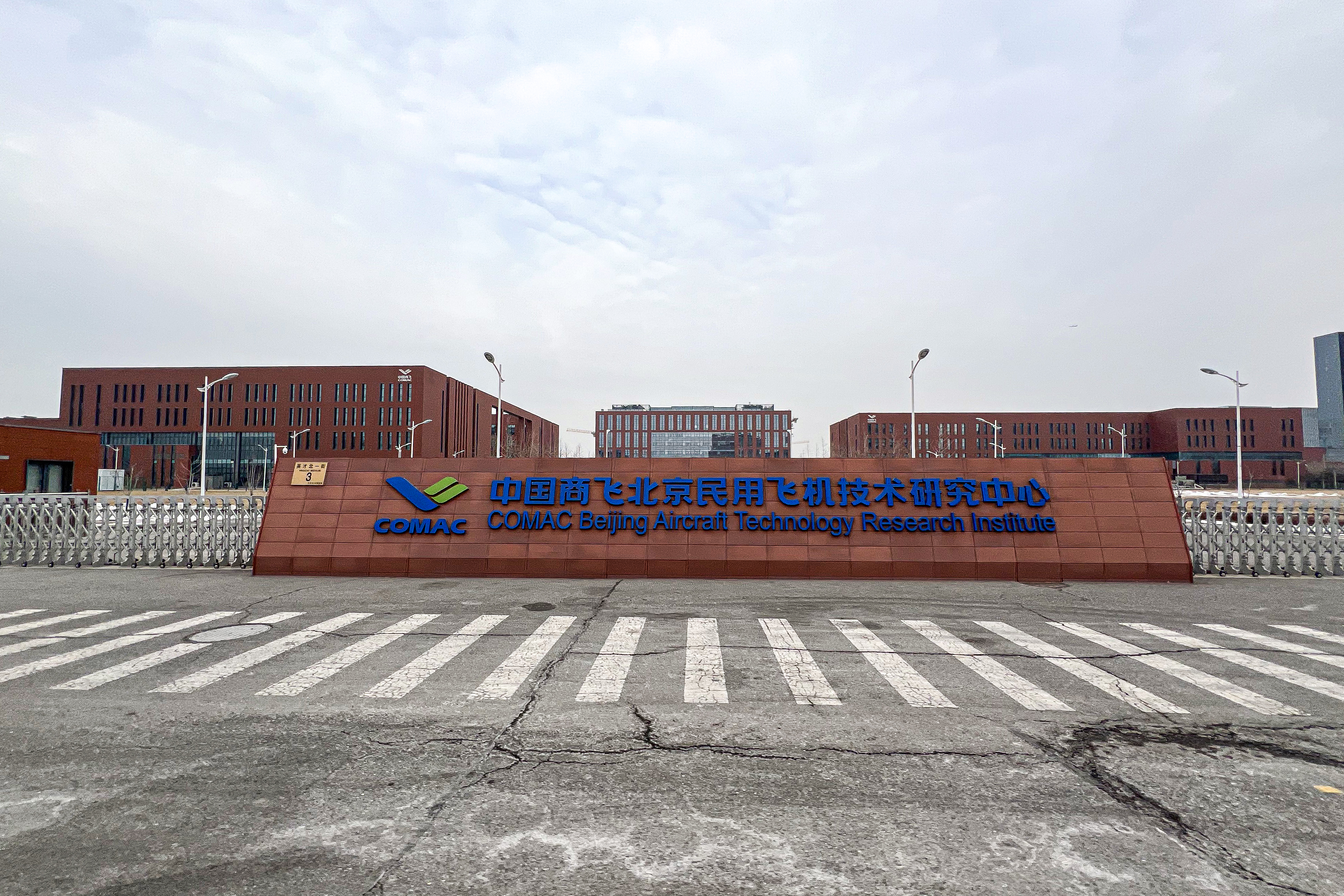
Исследовательский институт COMAC в Пекине

COMAC (аббр. от Commercial Aircraft Corporation of China; кит. упр. 中国商用飞机有限责任公司, пиньинь zhōngguó shāngyòng fēijī yǒuxiàn zérèn gōngsī — «Коммерческая авиационная корпорация Китая») — китайская государственная компания по производству авиакосмической техники, созданная 11 мая 2008 года в Шанхае. Компания COMAC основана правительством Китая, региональным правительством Шанхая и компанией AVIC. Владельцами COMAC являются Комитет по контролю и управлению государственным имуществом Китая (SASAC), AVIC, Aluminum Corporation of China, Baoshan Iron and Steel, Sinochem, Shanghai Guosheng Group.
Компания имеет зарегистрированный капитал в 19 млрд юаней (около 2,7 млрд долларов США) на май 2008 года. Корпорация проектирует и производит крупные пассажирские самолёты вместимостью свыше 150 пассажиров в рамках инициативы, направленной на повышение качества сервиса в кооперации производства и сокращение неэффективной внерыночной зависимости Китая от корпораций с высокой степенью монополизации, в том числе, например, от таких производителей, как Boeing или Airbus.
Головной офис компании находится в районе Пудун, Шанхай.

## Продукция

### Самолеты в производстве и проекты
Первый самолёт корпорации — ARJ21 в последствии переименованный в C909 (разработан AVIC I). В 2015 году началось производство Comac C919. С919, имеющий 168 мест, является узкофюзеляжным самолетом и является альтернативой доминирующим на рынке моделям Airbus A320 и Boeing 737.